# Amblycorypha
Amblycorypha is een geslacht van rechtvleugeligen uit de familie sabelsprinkhanen (Tettigoniidae). De wetenschappelijke naam van dit geslacht is voor het eerst geldig gepubliceerd in 1873 door Stål.

## Soorten
Het geslacht Amblycorypha omvat de volgende soorten:
- Amblycorypha alexanderi Walker, 2003
- Amblycorypha arenicola Walker, 2004
- Amblycorypha bartrami Walker, 2003
- Amblycorypha cajuni Walker, 2004
- Amblycorypha carinata Rehn & Hebard, 1914
- Amblycorypha floridana Rehn & Hebard, 1905
- Amblycorypha guatemalae Saussure & Pictet, 1897
- Amblycorypha huasteca Saussure, 1859
- Amblycorypha insolita Rehn & Hebard, 1914
- Amblycorypha longinicta Walker, 2004
- Amblycorypha oblongifolia De Geer, 1773
- Amblycorypha parvipennis Stål, 1876
- Amblycorypha rivograndis Walker, 2004
- Amblycorypha rotundifolia Scudder, 1862
- Amblycorypha tepaneca Saussure & Pictet, 1897
- Amblycorypha uhleri Stål, 1876